# Mike Windischmann
Michael Windischmann (Nürnberg, 1965. december 6. – ) amerikai válogatott labdarúgó.

## Pályafutása

### Klubcsapatokban
Nürnbergben született az NSZK-ban, de még csecsemő korában a családjával az Egyesült Államokba költözött. A labdarúgást 6 éves korában kezdte és jobbára helyi New York-i klubokban játszott. Az egyetemi évek után profi karrierbe kezdett és csatlakozott a Brooklyn Italians csapatához, ahol két szezont töltött. 1988-ban a Major Indoor Soccer League-ban (MISL) szereplő Los Angeles Lasers szerződtette és egy évig teremben játszott. 1989-ben az American Soccer League-ben szereplő Albany Capitals tagja volt, majd 1990-ben a szezon végén, mindössze 25 évesen visszavonult.

### A válogatottban
1984 és 1990 között 51 alkalommal szerepelt az Egyesült Államok válogatottjában. Tagja volt az 1988. évi nyári olimpiai játékokon szereplő válogatottak keretének. A felnőtt csapatban 1984-ben mutatkozott be.
Részt vett az 1990-es világbajnokságon, ahol csapatkapitánya volt a válogatottnak.
Ezen kívül tagja volt az 1989-es, és az 1992-es futsal-világbajnokságon résztvevő válogatottak keretének is, előbbin bronz, míg utóbbin ezüstérmet szerzett. Az amerikai futsalválogatottban 1986 és 1992 között 24 mérkőzésen lépett pályára és 4 gólt szerzett.

## Sikerei
Egyéni
- Az év amerikai labdarúgója (1): 1989